# Чеська піратська партія
Чеська піратська партія (чеськ. Česká pirátská strana) — чеська політична партія, натхненна Піратською партією Швеції. Партія концентрується на питаннях копірайту та Інтернету загалом, а також проблеми ерозії цивільних свобод.
Декларована мета партії — сприяння повазі «основних свобод людини за розпорядженням отриманою інформацією і суворої захисту приватності громадян як відображення зміненої реальності інформаційного суспільства XXI століття».
На підставі цієї мети сформулювали наступну програму:
- Забезпечити захист основних громадянських прав і свобод в світі, у якому існує Інтернет
- Реформувати Акт про копірайт
- Реформувати публічну адміністрацію
- Децентралізувати державу і сприяти прямій демократії

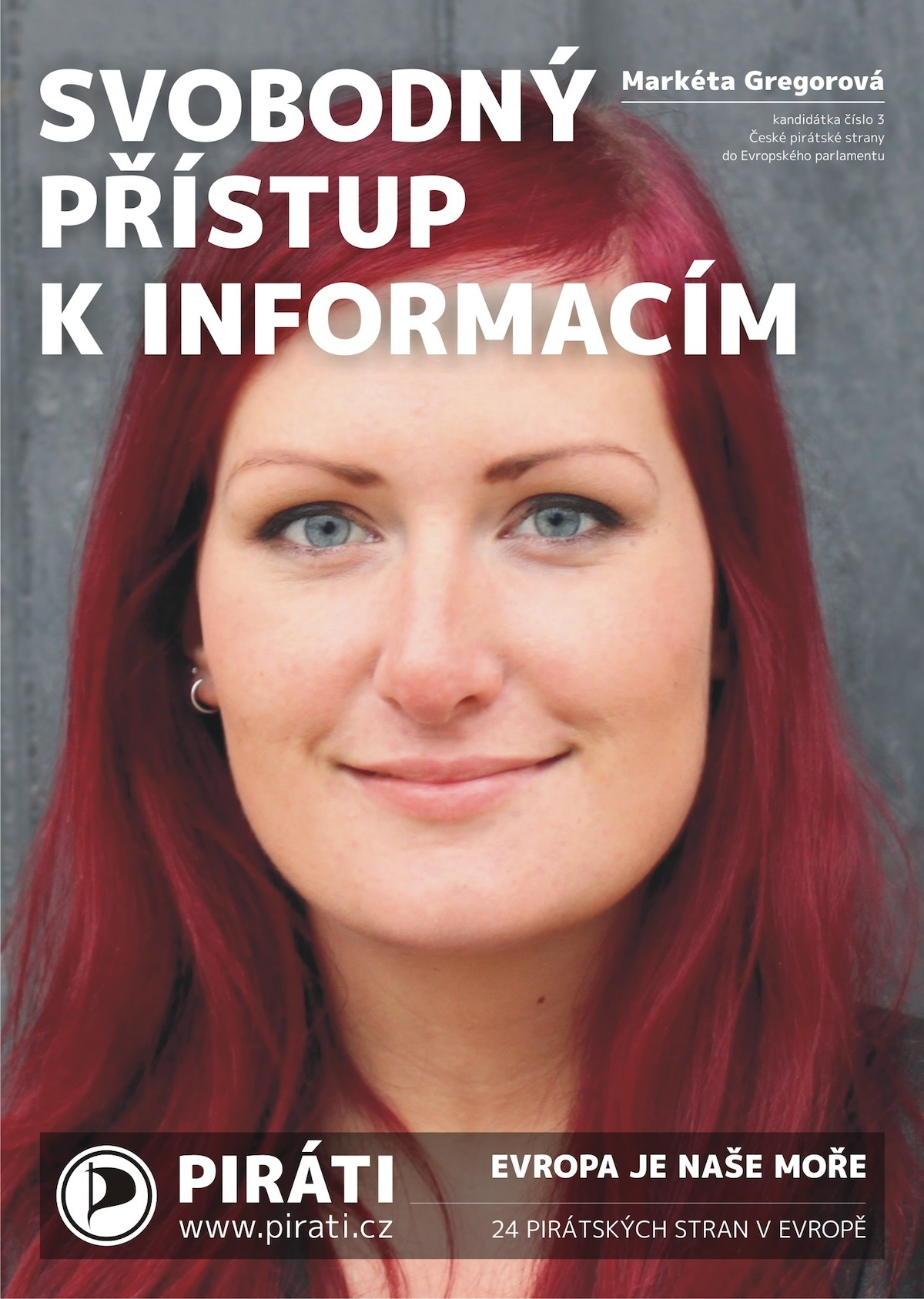
Агітаційний плакат кандидатки від Чеської піратської партії

27 травня 2009 року до Міністерства внутрішніх справ Чехії подали заявку про реєстрацію партії, 17 липня міністр внутрішніх справ зареєстрував партію указом MV-39553-7 / VS-2009.
Активно брали участь у мітингах за вільний доступ до Інтернету, зокрема в протестах проти ACTA.
На парламентських виборах 2010 року партія отримала 42 323 (0,8 %) голосів. 2012 року до Сенату був обраний 1 депутат від партії.
За підсумками муніципальних виборів 2014 року Чеська піратська партія отримала 4 місця в муніципальних зборах (Представництві) Праги.